# 4次元

回転する四次元立方体(正八胞体)を三次元に投射したアニメーション

平行法で見る

4次元（よじげん、四次元）は、次元が4であること。次元が4である空間を4次元空間と呼ぶ。
なおここでいう空間とは、物理空間に限らない。数学においてはユークリッド空間をはじめとしてベクトル空間や多様体など次元を考え得る空間や対象は様々ある（詳細は「次元」および「次元 (数学)」を参照）。

## 4次元とは
端的にいうと、ある集合 S の一点を指定するのに、他の4つの集合から1つずつ元を選ぶ必要があるときに S は4次元だという。4次元ユークリッド空間を物理空間に対する描像から考察すると、次のようになる。2次元（面）は1次元の対象（線）をそれと独立な方向に並べたものであり、3次元（立体）は2次元の対象（面）を並べてできるものであるから、4次元は3次元の対象（立体）をそれと独立の方向（視覚による知覚はできない）に並べてできると考えられる。4つ目の"方向"として時間軸を取れば、3次元の対象を連続移動するときの軌跡を4次元と考えることができる。

## 4次元図形の例
- （"中身の詰まった"）多胞体
- 4次元球体
- （5次元空間における）4次元球面

## 4次元の例
身近な4次元には、次のようなものがある。
- この宇宙は、3次元（物理）空間と1次元時間からなる4次元時空（ミンコフスキー時空）である。
- 4元数は4次元実空間上の点で表される。

## 4次元の特徴
4次元には、次のような特徴がある。
- ユークリッド空間に異種微分構造がある唯一の次元数である（ドナルドソンの定理）。
- 2次元球面の裏返しが自己交差なしでできる。

## 物理学における4次元
特殊相対性理論に基づいた現代の標準的な力学・電磁気学・場の量子論は、空間3次元・時間1次元のミンコフスキー時空によって記述される。特殊相対性理論を重力を記述するよう拡張した一般相対性理論は、この4次元時空に「曲がり」を導入することで記述される。このように、現代物理学の基本的な枠組みでは、我々が存在しているこの時空は「空間3次元・時間1次元」の4次元として扱われる。
また、我々が知覚している「空間3次元・時間1次元」だけではなく、4つ目以降の空間次元や2つ目以降の時間次元の存在を仮定する物理学理論も数多く研究されている。このような、「空間3次元・時間1次元」を越えた5つ目以降の次元空間のことを、物理学用語で余剰次元（Extra Dimension）という。例えば超弦理論では、この宇宙は「空間9次元+時間1次元」であるとされる。この場合、我々の世界が「空間3次元+時間1次元」に見えるのは、残りの空間6次元が通常の手段では観測不可能なほど短いためと考えることができる。ヘテロティック弦理論においては「空間25次元+時間1次元」の時空が考えられる。これらの余剰次元を持つ理論体系の研究は進んでいるが、いずれも実験的な証拠を得ておらず、仮説の段階に過ぎない。

## 作品における4次元
作品では「時間を4つめの次元とする」作品は数多く存在する。H・G・ウェルズの小説『タイム・マシン』でも「時間が第4の次元である」との理論が作中で説明される。
一方で、「時間を4つめの次元としない」作品も存在する。眉村卓の小説『なぞの転校生』（および小説を原作としたテレビドラマ）では次元を超えた世界の存在が描かれるが、時間は4つめの次元ではない（5次元以上の次元軸）との説明がされている。漫画『ドラえもん』に登場する四次元ポケットにも時間の要素は存在せず、4次元の空間に無限に物体を収納することができるというものである。